# The Company (miniserie televisiva)
The Company è una miniserie televisiva del 2007, diretta da Mikael Salomon, adattamento televisivo dall'omonimo romanzo, scritto nel 2002 da Robert Littell.

## Trama
Tre agenti della CIA sono stati impegnati in prima linea in alcuni dei più celebri avvenimenti del XX secolo, specialmente nelle vicende che vedevano coinvolti gli Stati Uniti d'America e l'Unione Sovietica. In una nuova operazione, i tre si occupano di scovare una talpa del KGB che si trova dentro la CIA.